# Virginia City (Nevada)
Virginia City é uma região censitária, uma comunidade não incorporada e a sede do condado de Storey, estado de Nevada, nos Estados Unidos. Virginia City faz parte da região  Reno–Sparks Metropolitan Statistical Area.
Virginia City surgiu como uma boomtown no Comstock Lode, o primeiro grande depósito de prata descoberto nos Estados Unidos, em 1859. Embora, no seu pico nos finais do século XIX  tenha atingido os 15.000 habitantes, as minas começaram a perder o seu rendimento depois de 1874 e foi declinando, tendo segundo o último censo de 2010, 855 habitantes. com cerca de 4000 habitantes vivendo no condado de Storey.

## História

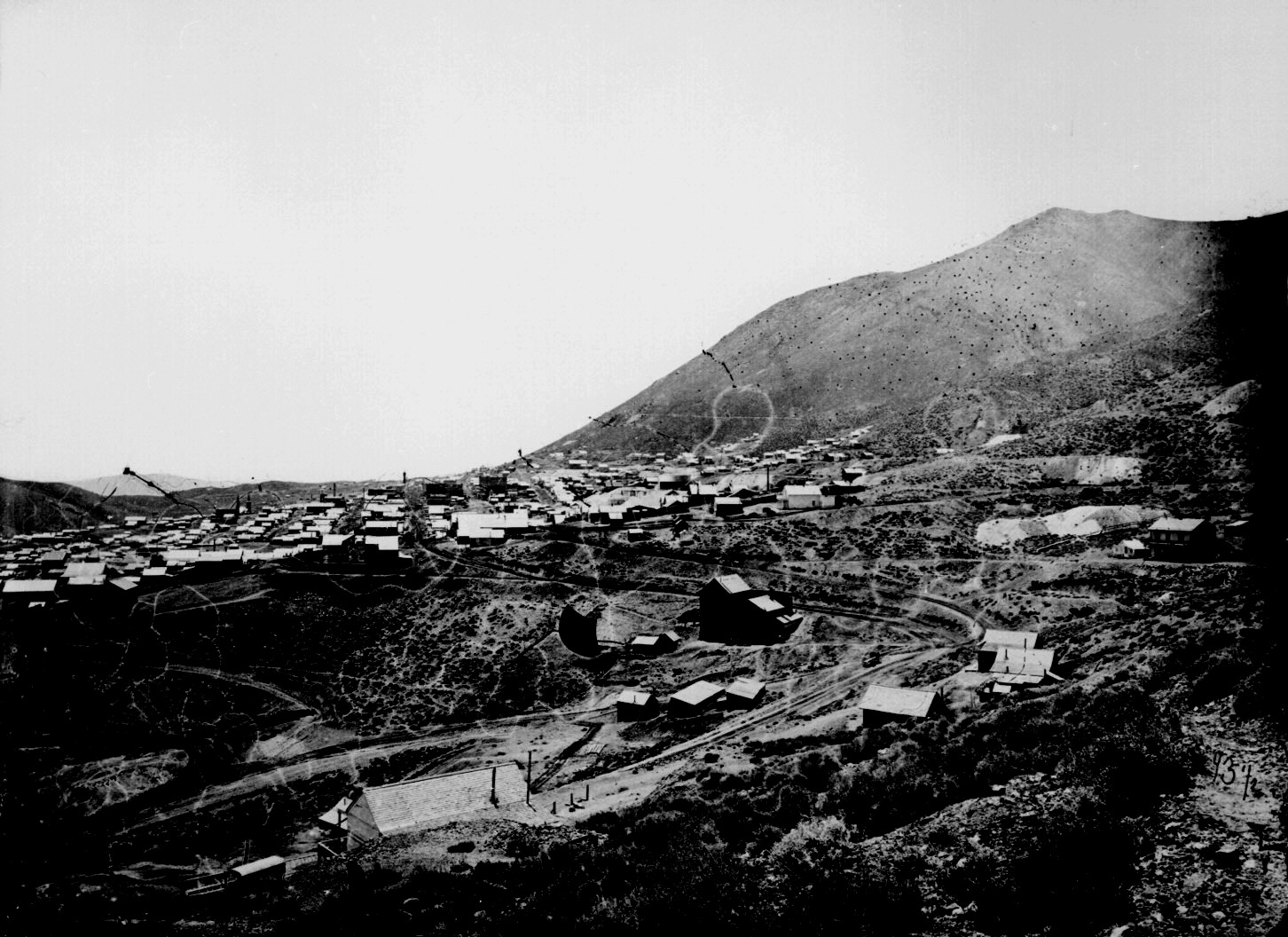
Vista de Virginia City, Nevada, de uma colina próxima, 1867-68

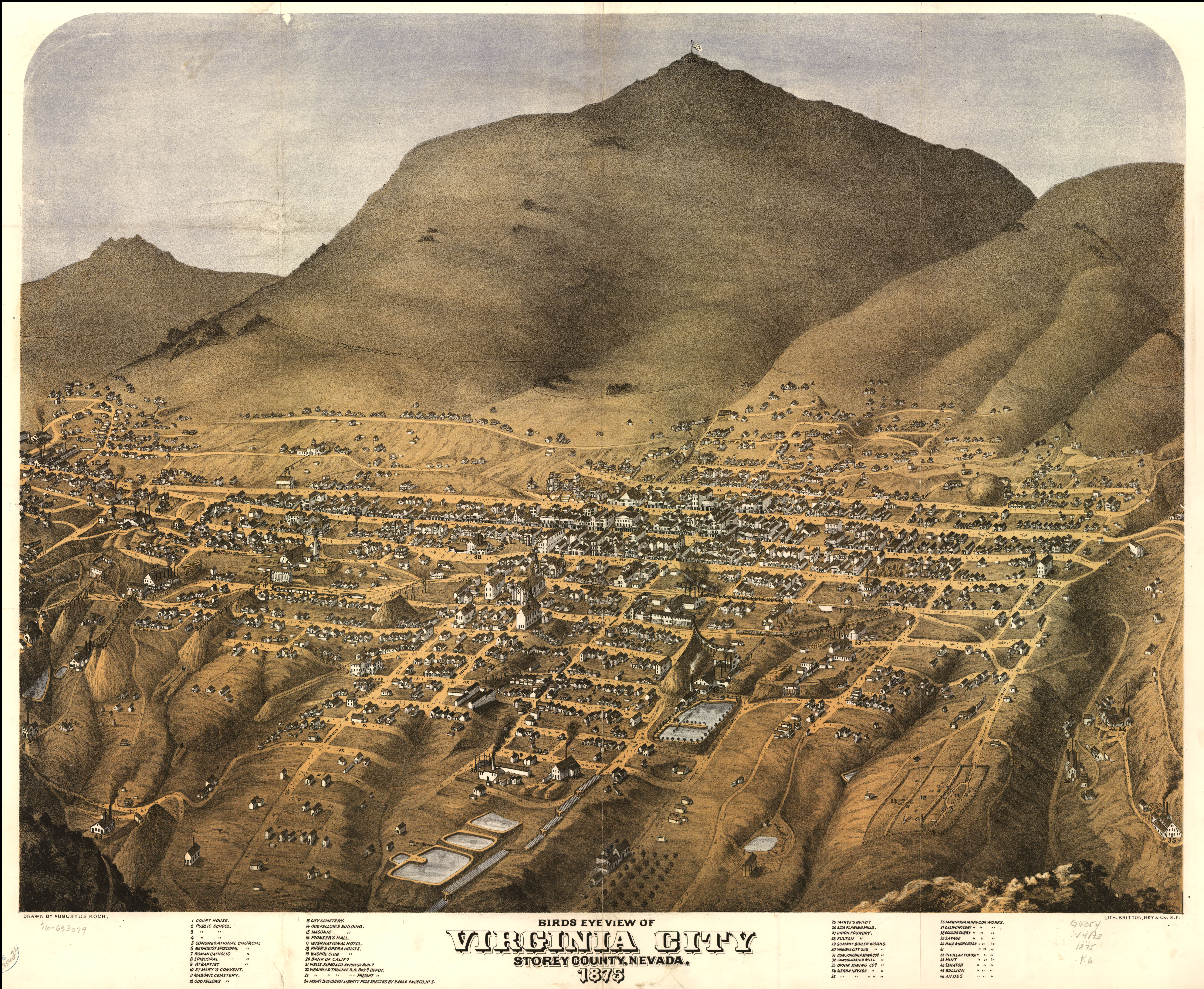
Mapa aéreo de Virginia City, c. 1875

A tradição popular indica que o nome da vila deriva de  James Finney que foi alcunhado de "Old Virginy". A Finney foi creditado como tendo descoberto o  Comstock Lode.O seu verdadeiro nome era James Fennimore, e ele tinha partido do seu estado Virgínia depois de ter morto um homem.
Como muitas cidades e vilas no estado de Nevada, Virginia City foi uma cidade mineira; apareceu virtualmente depois da descoberta da mina de prata de Comstock Lode  em 1859. No seu pico, Virginia City tinha uma população de mais de 15.000 residentes e foi considerada como a cidade mais rica da América.  Durante os 20 anos seguintes a mina teve enorme sucesso. "cerca de  400 milhões de dólares foram extraidos do solo de Virginia City." A maioria dos mineiros eram córnicos ou de origem irlandesa. Em 1870, os asiáticos eram  7.6% da população.

## Virginia City e Mark Twain
Virginia City pode ser considerada como o "local de nascimento de Mark Twain", foi ali que em fevereiro de 1863 que o escritor Samuel Clemens, então um repórter do jornal Territorial Enterprise usou pela primeira vez o pseudónimo "Mark Twain".

## Economia
Muitos dos habitantes locais trabalham em lojas que ajudam os turistas que ali chegam para visitar a vila à procura de vários vestígios que testemunham o seu passado minero. Outros habitantes trabalham em cidades e vilas nos arredores.  Virginia City tem cerca de 2 milhões de visitantes por ano e está listada no National Register of Historic Places.

## Artes e cultura

### Museus e outros pontos de interesse
Virginia City  alberga vários edifícios e artefatos que testemunham os tempos em que a cidade estava em boom de crescimento.Entre eles, temos o Bucket of Blood Saloon, o Old Globe, o Silver Queen, e the Suicide Table. Ocasionalmente é encenado um tiroteio.
The Red Dog Saloon, originalmente Comstock House de 1875, fica na 76 North C Street. The Red Dog Saloon recebeu vários músicos de rock de São Francisco durante o verão de 1965.
Virginia City foi declarada  National Historic Landmark em 1961. Isto teve  como efeito deu à criação do  Virginia City Historic District.

## Educação
Virginia City tem uma escola de ensino elementar/ensino primário (Hugh Gallagher Elementary School), uma escola do ensino médio (Virginia City Middle School) e uma escola secundária (Virginia City High School).

## Infraestruturas

### Caminho de ferro

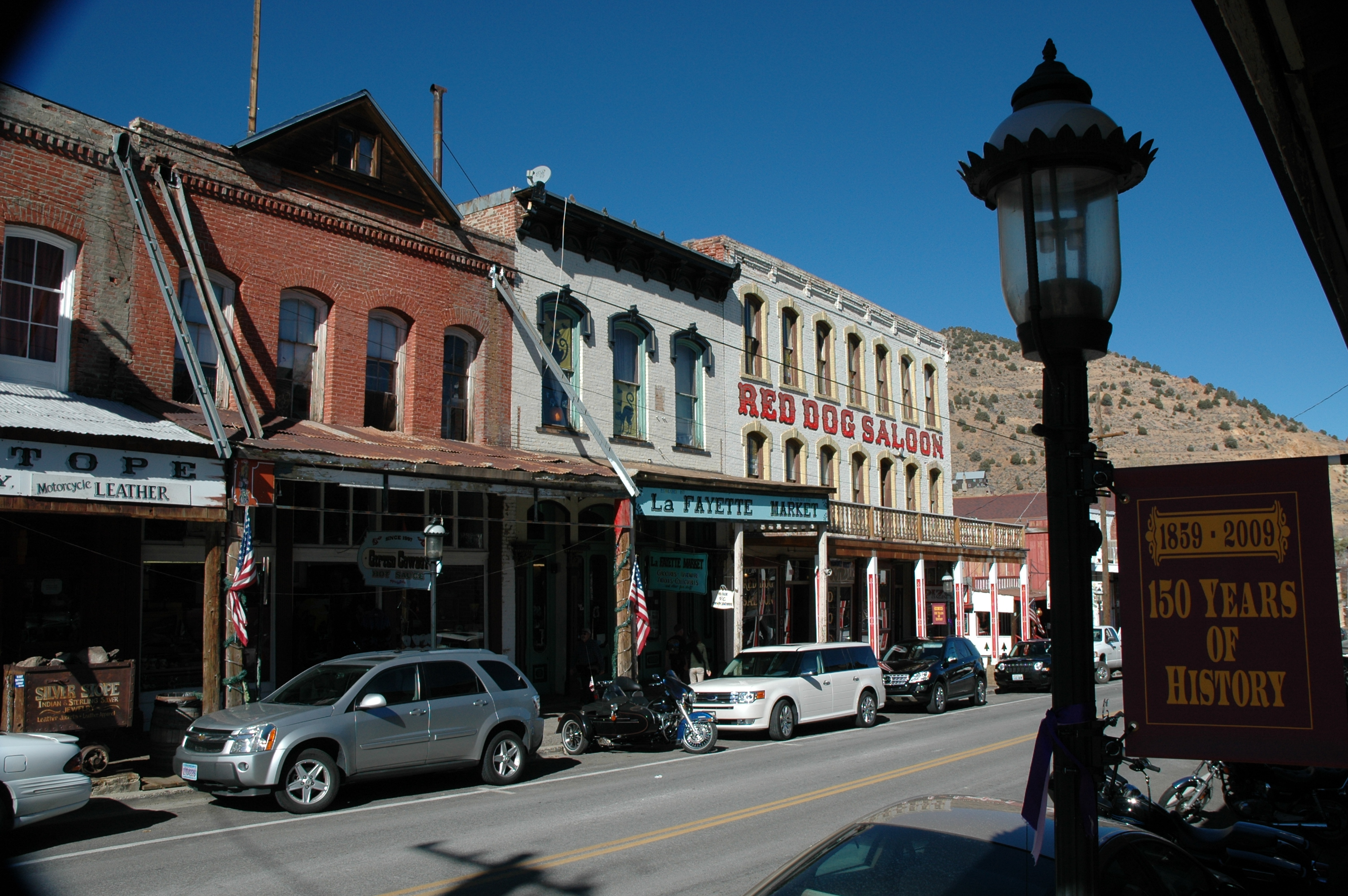
Vista da rua principal, outubro de 2009

O fim da linha férrea de  Virginia & Truckee Railroad fica em Virginia City.

## Pessoas famosas
- Lucius Beebe, autor, fotógrafo ,historiador dos caminhos de ferro [13]
- Charles Clegg, autor, fotógrafo e historiador.
- Harold A. Henry, presidente do conselho municipal da cidade de Los Angeles nasceu nesta cidade.
- John Brayshaw Kaye, poeta e político, trabalhou na cidade no século XIX.
- Richard Kirman, Sr.,17.º governador do estado do Nevada entre 1935 e 1939; nasceu em Virginia City[14]
- Albert Abraham Michelson, o primeiro estadunidense a receber o primeiro Prémio Nobel da Física (1907), cresceu nesta vila, onde o seu pai era comerciante.
- Mark Twain, escritor cujo romance Roughing It se passa nesta vila.

## Cultura popular

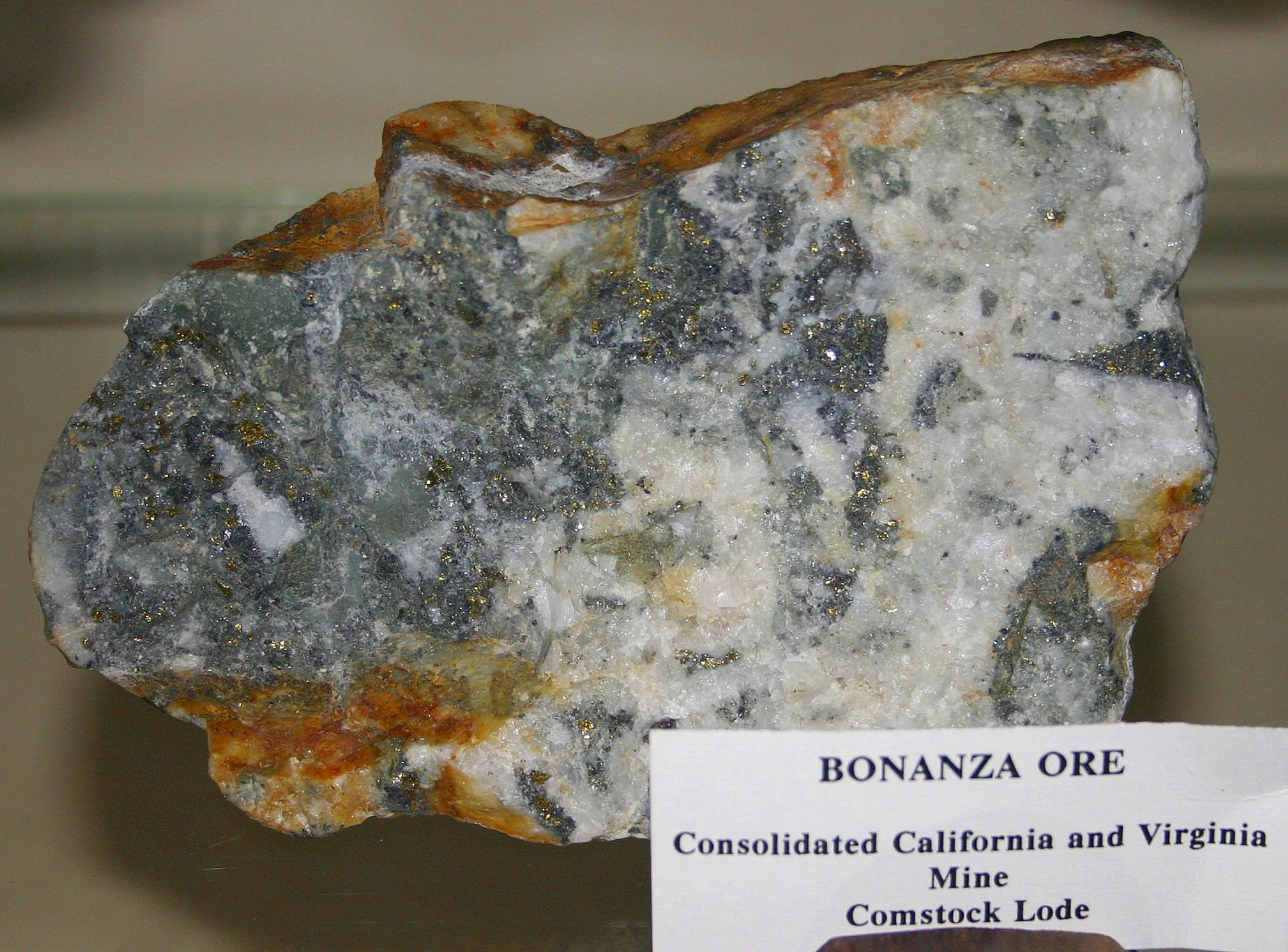
Muitas toneladas de ouro e prata foram extraídas de Virginia City. A imagem mostra um exemplar de minério

- Virginia City fica próxima do Ponderosa Ranch onde foi gravada a série televisiva western e  drama Bonanza. A Virginia City retratada na série estava localizada em RKO Forty Acres em  Hollywood.
- Esta localidade foi o cenário do filme Virginia City, que foi protagonizado por Errol Flynn.

"Darcy Farrow", uma canção folk escrita por Steve Gillette e Tom Campbell menciona Virginia City e outros locais e paisagens na área (inclindo Yerington, the Carson Valley, e o rio Truckee).  A versão mais popular foi interpretada por  John Denver.

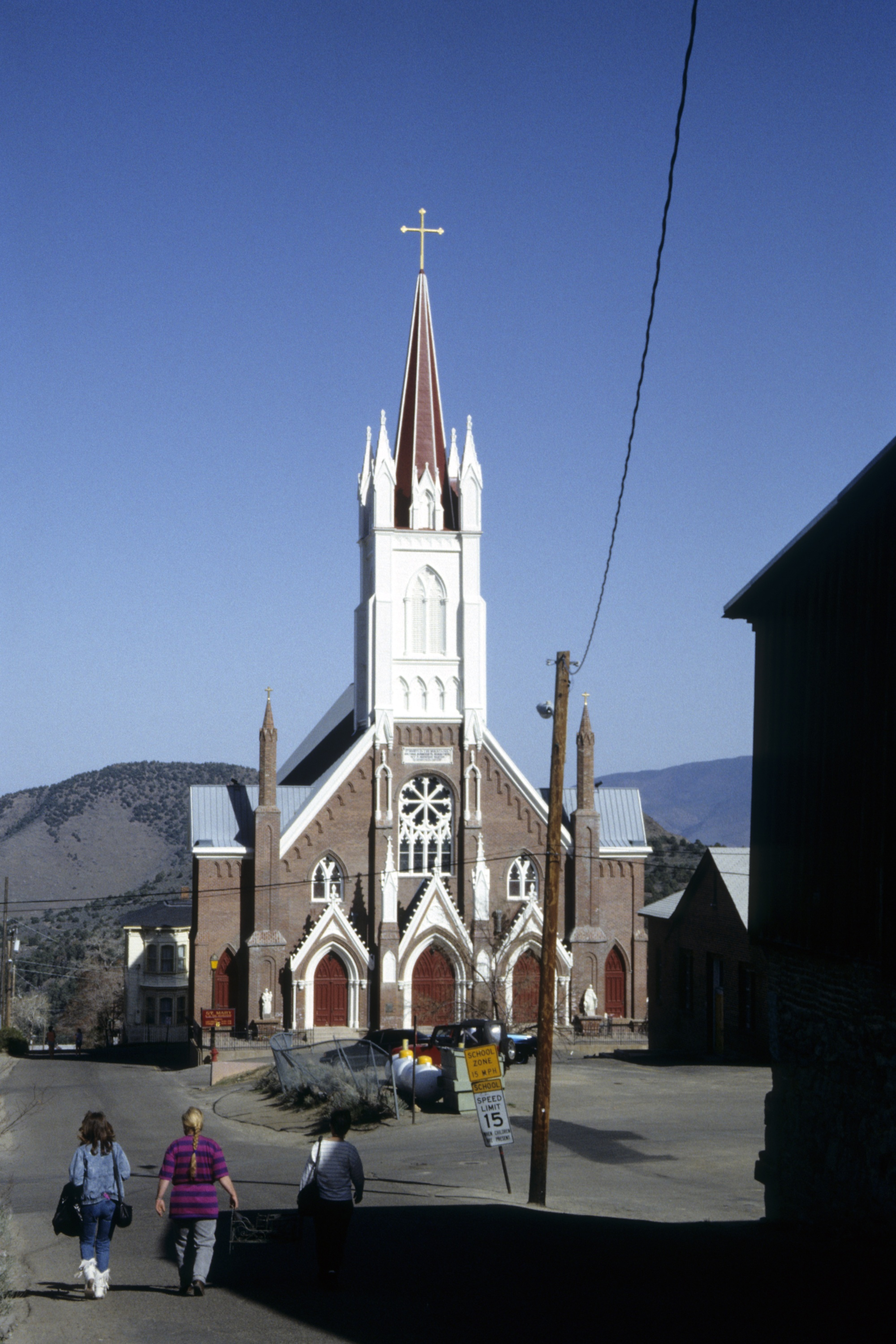
Igreja de Saint Mary em Virginia City